# ابزارهای بلاغی
ابزارهای بلاغی (انگلیسی: Rhetorical device) در بلاغت، ابزار بلاغی، ابزار متقاعدکننده یا ابزار سبکی، تکنیکی است که نویسنده یا گوینده برای انتقال معنایی به شنونده یا خواننده با هدف اقناع آنها استفاده می‌شو. ابزار بلاغی در جهت توجه دادن به یک موضوع، با استفاده از زبان طراحی شده و برای تشویق یا تحریک نمایش احساسی و هیجانی از یک دیدگاه یا عمل معین استفاده می‌شود. ابزارهای بلاغی با استفاده از زبان، واکنش عاطفی را در مخاطب برمی‌انگیزند، اما این هدف اولیه آنها نیست. بلکه با این کار در پی آن هستند که موضع یا استدلالی را قانع‌کننده‌تر از آن چیزی که در غیر این صورت می‌توانست مطرح کنند.